# Clermontia waimeae
Clermontia waimeae är en klockväxtart som beskrevs av Joseph Rock. Clermontia waimeae ingår i släktet Clermontia, och familjen klockväxter. Inga underarter finns listade i Catalogue of Life.